# Mäeküla (Paide)
Mäeküla (Duits: Maeküll) is een plaats in de Estlandse gemeente Paide, provincie Järvamaa.
Tot in oktober 2017 lag het dorp in de gemeente Paide vald. In die maand werd Paide vald bij de stadsgemeente Paide gevoegd.

## Bevolking
Het dorp had 27 inwoners op 31 december 2011 en 20 inwoners op 31 december 2021.

## Ligging
De plaats ligt ongeveer 6 km ten oosten van de stad Paide, de hoofdplaats van de gemeente. De Põhimaantee 2, de hoofdweg van Tallinn via Tartu naar de grens met Rusland, komt door Mäeküla. De Tugimaantee 25, de secundaire weg van Mäeküla via Koeru naar Kapu, splitst zich hier af van de Põhimaantee 2.

## Geschiedenis
Mäeküla werd voor het eerst genoemd in 1796 onder de naam Mäkül of Mähkülla, een dorp op het landgoed van Sarkfer (Sargvere). In 1913 stond het dorp bekend onder de naam Maeküll. In de tweede helft van de 19e eeuw kreeg Mäeküla een herberg, Mäeküla kõrts. Het gebouw bestaat nog en is in gebruik als restaurant.
In 1977 werd het buurdorp Põhjaka bij Mäeküla gevoegd.